# Passages couverts de Reims
Les passages couverts de Reims, en France, sont un ensemble de voies tracées au milieu des immeubles, abritant le plus souvent des galeries commerciales, et qui sont recouverts d'une structure protectrice.
Il convient de les distinguer d'autres voies rémoise dénommées également « passages » mais dont le tracé évolue à l'air libre. 

## Caractéristiques
De façon typique, les passages couverts de Reims forment des galeries percées au travers des immeubles ou construites en même temps qu'eux. Ces galeries sont couvertes par une verrière offrant un éclairage zénithal qui leur donne une lumière particulière. La totalité des passages couverts se trouve dans le centre ville, principalement près de la place Drouet-d'Erlon et des anciens grands magasins, c'est-à-dire dans les zones drainant la clientèle aisée à l'époque de leur construction. Ils complètent les arcades de cette place, qui en font sa spécificité.

## Historique
La plupart des passages couverts furent construits, dans le cadre de la reconstruction de Reims dans la première moitié du XXe siècle, afin d'abriter la clientèle des intempéries et de proposer le plus souvent un ensemble de commerces variés.

## Liste des passages accessibles
Le tableau suivant présente la liste des passages couverts qui existent encore et qui sont accessibles au public. 
| Nom                   | Date | Extrémités                                            | Horaires | Protection | Long.        | Illustration |
| --------------------- | ---- | ----------------------------------------------------- | -------- | ---------- | ------------ | ------------ |
| Galerie du Lion d’Or  | 1960 | - 52 Place Drouet d'Erlon - 62 Place Drouet d'Erlon   |          |            | 135          |              |
| Galerie de l’étape    |      | - 50 Place Drouet d'Erlon - 20-22 Rue de l’Étape      |          |            | 111 en angle |              |
| Passage Subé          | 1906 | - 29-35 Rue de l’Étape - 22 - 26 Rue Condorcet        |          |            | 97           |              |
| Passage Talleyrand    |      | - 19 Rue de l’Étape - croisé du Passage Subé          |          |            | 92           |              |
| Galerie d'Erlon       |      | - 12-14 Place Drouet d'Erlon - croisé du Passage Subé |          |            | 41           |              |
| Passage Saint-Jacques |      | - 24 Rue de Vesle - 11 Rue Condorcet                  |          |            | 37           |              |
| Galerie Condorcet     | 1971 | - 20 Rue de Vesle - 11 Rue Condorcet                  |          |            | 58           |              |
| Espace d’Erlon        |      | - 53 Place Drouet d'Erlon - 26 Rue Buirette           |          |            | 196          |              |
| Passage du Commerce   |      | - 4 Rue Henri Jadart - 27 Rue de Vesle                |          |            | 58           |              |
| Passage des Capucins  |      | - 7 Rue Henri Jadart - 7 Rue des Capucins             |          |            | 30 en angle  |              |
| Galerie du L'Iris     |      | - 10 rue de Talleyrand                                |          |            | 11           |              |

## Liste des passages disparus
- Galerie Clair Maret : fermée en 2014, le passage était situé entre le 70 rue de Vesle et le 19 rue de Thillois.